# The Palazzo
El Palazzo es un complejo de lujoso hotel y casino localizado en el strip de Las Vegas en el suburbio de Paradise en Las Vegas, Nevada. El Palazzo es propiedad y operado por Las Vegas Sands. El diseño de la propiedad y su tema es el reflejo de un ambiente europeo moderno y lujoso.
Partes del resort fueron abiertas al público el 30 de diciembre de 2007. La ceremonia de inauguración fue el 17 de enero de 2008.
El resort de 1800 millones de dólares ofrece un vestíbulo donde los huéspedes llegan desde la calle bajo un techo de cristal de 18 m con una fuente de dos pisos de alto. Aquellos que llegan desde el The Venetian hacen la transición a una estructura de torre octogonal, con un techo de cristal y acero. Los visitantes del Palazzo que usan el estacionamiento subterráneo pueden tomar los elevadores o escaleras del garaje subterráneo y llegar directamente al centro del casino.

## Filmografía
- Palazzo en construcción fue mostrado en una escena de la película Ocean's Thirteen.
- La construcción del Palazzo apareció en el programa de Discovery Channel Mega Construcciones.

## Amenidades
- Seis villas con más de 1000 m² cada una.
- 9.750 m² de casino con 2000 máquinas de juego y 80 mesas de juego.
- Una extensión al Grand Canal Shoppes.
- Un teatro.
- Un spa.
- Un estacionamiento subterráneo.
- Un restaurante de la franquicia Grand Lux Cafe.
- El segundo local de Lamborghini en Las Vegas, el cual incluye un zona de exhibición, una tienda, y un café.
- El tercer local de The 40/40 Club, hip-hop mogul, bares deportivos de la franquicia Jay-Z y zonas de relax.
- Un restaurante de marisco al igual que un bar de "sushi" del célebre chef Charlie Trotter.[2]

Una torre de 270-unidades será parte del gran complejo del Venetian/Palazzo. La torre está siendo construida encima del edificio que alberga a la tienda departamental de 90 000 pies cuadrados de Barneys New York. La torre será diseñada completamente de cristales modernos.